# Gryfino (gmina)
Gryfino – gmina miejsko-wiejska, położona w zachodniej części województwa zachodniopomorskiego, w powiecie gryfińskim. Siedzibą gminy jest miasto Gryfino.
Gmina stanowi 13,6% powierzchni powiatu.

## Położenie
Gmina położona w zachodniej części województwa zachodniopomorskiego, w północnej części powiatu gryfińskiego.
Sąsiednie gminy:
- Szczecin (miasto na prawach powiatu)
- Banie, Stare Czarnowo i Widuchowa (powiat gryfiński)
- Kołbaskowo (powiat policki)
- Bielice (powiat pyrzycki)

Gmina graniczy także z Republiką Federalną Niemiec:
- powiat: Uckermark (land Brandenburgia)

Do 31 grudnia 1998 r. wchodziła w skład województwa szczecińskiego.

## Demografia
Dane z 31 grudnia 2005:
| Opis                              | Ogółem | Ogółem | Kobiety | Kobiety | Mężczyźni | Mężczyźni |
| --------------------------------- | ------ | ------ | ------- | ------- | --------- | --------- |
| jednostka                         | osób   | %      | osób    | %       | osób      | %         |
| populacja                         | 31261  | 100    | 15898   | 51      | 15363     | 49        |
| gęstość zaludnienia (mieszk./km²) | 123,2  | 123,2  | 62,8    | 62,8    | 60,4      | 60,4      |

- Liczba ludności:
  - w wieku przedprodukcyjnym: 6 528
  - w wieku produkcyjnym: 21 498
  - w wieku poprodukcyjnym: 3 270

| Rok  | Liczba ludności |
| ---- | --------------- |
| 1995 | 31 346          |
| 1996 | 31 482          |
| 1997 | 31 622          |
| 1998 | 31 636          |
| 1999 | 31 696          |
| 2000 | 30 896          |
| 2001 | 31 015          |
| 2002 | 31 067          |
| 2003 | 31 122          |
| 2004 | 31 156          |
| 2005 | 31 261          |
| 2017 | 32 116          |
| 2024 | 30 048          |

Gminę zamieszkuje 39,1% ludności powiatu.

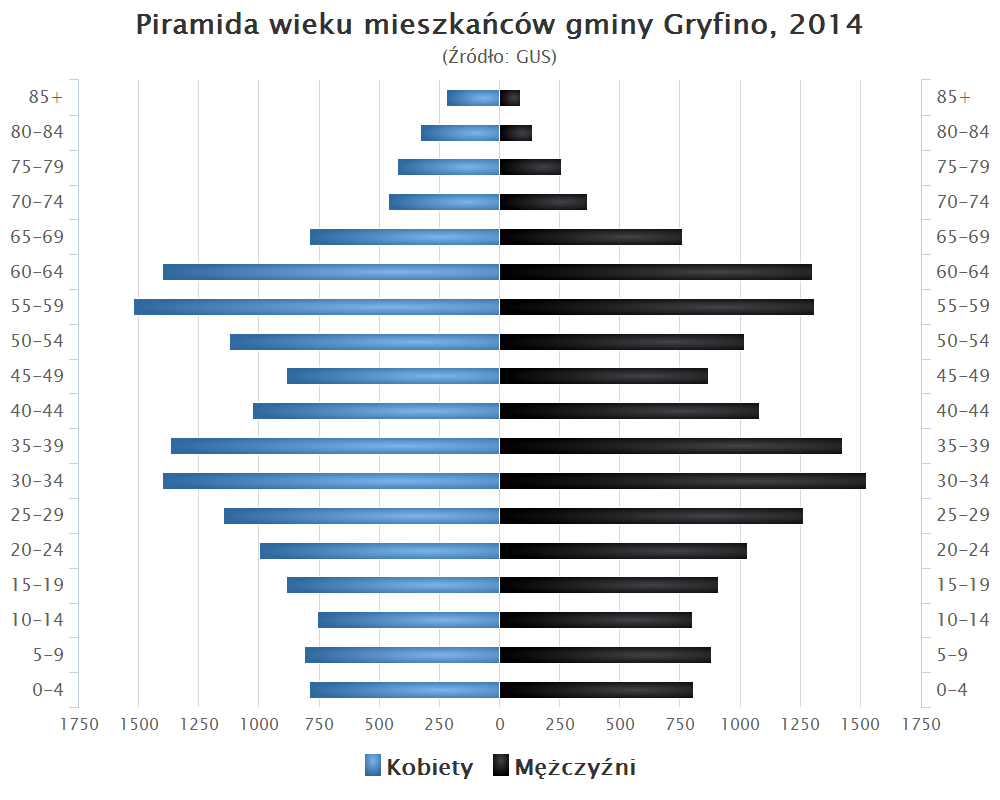
Piramida wieku mieszkańców gminy Gryfino w 2014 roku

## Gospodarka
Na obszarze gminy ustanowiono podstrefę Gryfino – Kostrzyńsko-Słubickiej Specjalnej Strefy Ekonomicznej, która obejmuje kompleks o powierzchni 57,59 ha, na terenie na wschód od wsi Gardno, przy drodze wojewódzkiej nr 120. Przedsiębiorcy podejmujący działalność gospodarczą na terenie podstrefy mogą skorzystać ze zwolnienia z części podatku dochodowego CIT lub części dwuletnich kosztów pracy.

## Przyroda i turystyka
Gmina leży w obrębie dwóch jednostek fizjograficznych: Równiny Wełtyńskiej oraz Doliny Dolnej Odry. Pomiędzy Odrą Wschodnią a Odrą Zachodnią znajduje się Park Krajobrazowy Dolina Dolnej Odry. Uchodząca do Odry rzeka Tywa w okolicach Gryfina jest dostępna dla kajaków. Na Odrze odbywa się także żegluga śródlądowa. Największym jeziorem jest Jezioro Wełtyńskie o pow. ok. 350 ha. Gryfino jest siedzibą dyrekcji Parków Krajobrazowych: Dolina Dolnej Odry, Szczecińskiego i Cedyńskiego. Do 2007 w Gryfinie czynne były piesze oraz samochodowe przejście graniczne do Mescherin. Tereny leśne zajmują 21% powierzchni gminy, a użytki rolne 54%.
Na terenie gminy znajduje się Krzywy Las. Jest to powierzchniowy pomnik przyrody, który na swoim obszarze grupuje ok. 80 nietypowo uformowanych sosen. W ramach porozumienia Gminy Gryfino, Polskiej Grupy Energetycznej i Lasów Państwowych, Krzywy Las poddany został procesowi rewitalizacji. W listopadzie 2021 r. stworzona została m.in. powierzchnia zastępcza, na której nasadzono 1000 szt. sadzonek. W dalszym etapie wzrostu przeprowadzony zostanie proces sztucznego krzywienia.

## Komunikacja
Przez gminę prowadzi droga ekspresowa S3 łącząca Szczecin z Gorzowem Wielkopolskim, droga krajowa nr 31 przez w kierunku Kostrzyna oraz drogi wojewódzkie nr 120 z Mescherin do Starego Czarnowa oraz nr 121 do Bań.
Gryfino uzyskało połączenie kolejowe w 1877 r. po wybudowaniu ostatniego odcinka Nadodrzańskiej Magistrali Kolejowej z Chojny do Szczecina. W 1983 r. przeprowadzono elektryfikację tej linii. W 1895 r. wybudowano odcinek z Gryfina przez Chwarstnicę do Swobnicy, 3 lata później wybudowano linię z Chwarstnicy przez Sobieradz do Pyrzyc. Na przełomie lat 60. i 70. zamknięto linię Szczecin Dąbie – Sobieradz (rozebraną w 1992 r.), a w 1986 r. z Chwarstnicy do Swobnicy (odcinek Banie – Swobnica rozebrano już w 1987 r., natomiast pozostałą część linii w 2006 r.). Linia do Pyrzyc została zamknięta w 1996 r.
Obecnie na terenie gminy czynne są 4 przystanki kolejowe: Daleszewo, Czepino, Gryfino i Dolna Odra.
W gminie czynne są 4 urzędy pocztowe: Gryfino 1 (nr 74-100), Gryfino 3 (nr 74-101), Nowe Czarnowo (nr 74-105) i Daleszewo (nr 74-107).

## Turystyka

### Znakowane szlaki turystyczne piesze
Na obszarze gminy znajduje się sześć znakowanych pieszych szlaków. W Czepinie, Gryfinie i Dolnej Odrze są dogodnie skomunikowane z koleją i linią autobusową nr 1.
- Nadodrzański – szlak czerwony (31,45 km po terenie gminy): Binowo – Chlebowo – Stare Brynki – Gryfino – Krzywy Las – Dolna Odra – Nowe Czarnowo
- Woja Żelisława – szlak zielony (21,52 km po terenie gminy): Żelisławiec – Wełtyń – Gryfino
- Równiny Wełtyńskiej i Pojezierza Myśliborskiego – szlak niebieski (21,45 km po terenie gminy): Chlebowo – Wełtyń – Chwarstnica – Rożnowo
- Czepiński – szlak czarny (20,06 km po terenie gminy): Czepino PKP – Las Osuchów – Wełtyń – Jezioro Wirów – Żórawie – Pniewo – Dolna Odra
- Artyleryjski – szlak żółty (10,16 km po terenie gminy): Omulne – Chlebowo – Lisia Miedza – Jarząbki
- Stekliński – szlak żółty (18,06 km po terenie gminy): Żórawki – Żórawie – Szczawno – Bartkowo – Steklno

### Utwardzone ścieżki rowerowe
- Blue Velo (Odrzańska Trasa Rowerowa) – gryfiński odcinek dalekobieżnego szlaku rowerowego.
- Gryfino – Strefa Przemysłowa w Gardnie – ścieżka rowerowa prowadząca z Gryfina przez Wełtyń i Gardno do Strefy Przemysłowej w Gardnie (odcinek Gryfino – Wełtyń oddany zostanie do użytku w 2022 r.).
- Gryfino – Jezioro Pod Rakarzem – ścieżka rowerowa prowadząca z Gryfina do lasu w okolicach Jeziora Pod Rakarzem). Kontynuowanie jazdy leśną drogą pozwala dotrzeć do Jeziora Wełtyńskiego.

### Turystyka wodna
Turystyka kajakowa
- Wypożyczalnia sprzętu wodnego w Gryfinie – Ośrodek Sportu i Rekreacji w Gryfinie – czynna w okresie od maja do końca września.
- Wypożyczalnia sprzętu wodnego w Żabnicy
- Klub Sportowy „Energetyk” Gryfino (sekcja kajakowa)
- Przystań Żeglarska „Hermes” – szlaki po kanałach Międzyodrza

Turystyka żeglarska
- Nabrzeże jachtowe i pasażerskie w Gryfinie – Ośrodek Sportu i Rekreacji w Gryfinie
- Sekcja Żeglarska Międzyszkolnego Klubu Sportowego „Hermes” Gryfino
- Przystań Żeglarska „Hermes” (basen portowy)

Kąpielisko gminne
- Jezioro Steklno to oficjalne i jedyne miejsce plażowania w gminie Gryfino. Na terenie plaży znajdują się toalety, ławki oraz kosze na śmieci. Na trasie Gryfino – Steklno w sezonie wakacyjnym kursuje autobus.[9]

## Edukacja
W gminie znajdują się następujące placówki edukacyjne:
- Przedszkola (5) w Gryfinie
- Szkoła Podstawowa nr 1 im. Marii Dąbrowskiej w Gryfinie
- Szkoła Podstawowa nr 2 im. kpt. ż. w. M. Stankiewicza w Gryfinie
- Szkoła Podstawowa nr 3 im. Noblistów Polskich w Gryfinie
- Szkoła Podstawowa w Chwarstnicy
- Szkoła Podstawowa im. Bohaterów Westerplatte i Gimnazjum w Gardnie
- Szkoła Podstawowa w Radziszewie
- Szkoła Podstawowa w Żabnicy
- Międzyszkolny Ośrodek Sportowy w Gryfinie
- Liceum Ogólnokształcące im. Aleksandra Omieczyńskiego w Gryfinie
- Zespół Szkół Ponadgimnazjalnych nr 2 w Gryfinie
- Zespół Szkół Specjalnych w Gryfinie

## Zabytki
W 1945 roku miasto Gryfino zostało w 70% zniszczone, co sprawiło, iż pomimo ponad 750-letniej historii w mieście pozostało niewiele zabytków. Obecnie są to:
- Kościół Narodzenia Najświętszej Maryi Panny w Gryfinie (dawniej św. Mikołaja) – Jeden z nielicznych na Pomorzu Zachodnim miejskich kościołów granitowych z okresu przejściowego między romanizmem a gotykiem (II połowa XIII w.). Przykład rzadko spotykanej na Pomorzu Zachodnim świątyni na rzucie krzyża greckiego. Osobliwością zabytku jest także rozwiązanie wieży – otwartej pierwotnie z trzech stron.[10]
- Fragmenty murów obronnych – Budowę murów miejskich rozpoczęto w końcu XIII lub na początku XIV w. Pierwsza wzmianka o nich pochodzi z 1314 roku. Długość całego obwodu obronnego wynosiła 1785 metrów. Obecnie zachowało się ok. 30% ich pierwotnego stanu (580 m), w tym Brama Bańska.
- Brama Bańska (dawniej św. Jerzego) – Jedna z trzech pierwotnie prowadzących do Gryfina bram miejskich. Wybudowana w XIV w. z kamienia polnego, a w XV w. nadbudowana cegłą. Na początku XVI w., by uzyskać szersze pola widzenia, wieżę bramną nadbudowano dodatkowo cylindryczną wieżyczką. W czasie walki brama mogła pomieścić około 15-20 ludzi.[11]
- Pałacyk Pod Lwami – Willa o charakterze podmiejskiego dworku, wybudowana u schyłku XIX w. przez niemieckiego producenta mydła i środków piorących Heinricha Möllera. Obecnie jedna z siedzib Gryfińskiego Domu Kultury[12]
- Cmentarz komunalny – Założony ok. 1909 roku. Obecnie na jego obszarze znajdują się m.in. lapidarium byłych niemieckich mieszkańców Gryfina, cmentarz wojenny żołnierzy radzieckich (największy pod względem ilości pochówków sowiecki cmentarz wojenny na Pomorzu Zachodnim – spoczywa tu 7134 żołnierzy) oraz symboliczna mogiła-pomnik Golgota Wschodu.[13]
- Park miejski im. Stanisławy Siarkiewicz – Założony na początku XIX w. z przeznaczeniem na cmentarz. Do lat 60. XX w. w parku istniały neoklasycystyczne grobowce, wzniesione na wzór świątyń greckich i starorzymskich. Dzisiejszy park zajmuje obszar 6,02 ha, na którym rosną głównie drzewa liściaste.

Na obszarze gminy Gryfino znajduje się kilkadziesiąt wsi i osad. Część z nich posiada cenne wielowiekowe zabytki sakralne:
- Chlebowo – Kościół pw. św. Huberta. Powstał najprawdopodobniej w drugiej połowie XIV wieku. W trakcie działań wojennych II wojny światowej świątynia uległa zniszczeniu i popadła w ruinę. Odbudowę przeprowadzono w 1998 roku.[14]
- Gardno – Kościół pw. Najświętszego Serca Pana Jezusa. Wzniesiony prawdopodobnie jeszcze w połowie XIII w. przez cystersów, należy do najstarszych na Pomorzu Zachodnim kościołów wiejskich. Ze świątyni pochodzi najstarsza rzeźba kultowa z terenu Pomorza Zachodniego – Maria z Dzieciątkiem z Gardna, 1260 r. Wraz z drugą figurą (Maria z Dzieciątkiem z Gardna, 1300 r.) stanowią wczesny przykład rzeźb maryjnych związanych ze środowiskiem cysterskim w Europie, wykonane przez warsztat gotlandzki lub pomorski pod wpływem rzeźby gotlandzkiej.[15]
- Sobieradz – Kościół pw. Niepokalanego Serca NMP. Wzniesiony pod koniec XIII w. przez cystersów. Podczas przebudowy w XIX w. dobudowano wieżę na planie prostokąta z kamienia i cegły.
- Wełtyń – Kościół pw. św. Matki Boskiej Różańcowej (dawniej św. Szczepana). Wzniesiony w drugiej połowie XV w., wieża i zakrystia dobudowane na przełomie XV/XVI w. Najcenniejszym elementem wnętrza są malowidła z pierwszej połowy XVI w. przedstawiające historię Zbawienia. Malowidła te. po 1534 roku nie odpowiadające protestanckiemu charakterowi wnętrza, pokryto tynkiem najpóźniej w roku 1690. W czasie prac remontowych w roku 1961 dokonano ich ponownego odkrycia i przeprowadzono podstawowe prace konserwacyjne.[16]

## Administracja i samorząd
W 2016 r. wykonane wydatki budżetu gminy Gryfino wynosiły 125,8 mln zł, a dochody budżetu 135,2 mln zł. Zobowiązania samorządu (dług publiczny) według stanu na koniec 2016 r. wynosiły 55,7 mln zł, co stanowiło 41,2% poziomu dochodów.

## Miejscowości
- Gryfino

Sołectwa gminy Gryfino:
- Bartkowo, Borzym, Chlebowo, Chwarstnica, Czepino, Daleszewo, Dołgie, Drzenin, Gardno, Krajnik, Krzypnica, Mielenko Gryfińskie, Nowe Czarnowo, Parsówek, Pniewo, Radziszewo, Sobiemyśl, Sobieradz, Stare Brynki, Steklno, Steklinko, Wełtyń, Wirów, Włodkowice, Wysoka Gryfińska, Żabnica, Żórawie i Żórawki.

Pozostałe miejscowości: Ciosna, Dębce, Gajki, Łubnica, Nowe Brynki, Nowe Czarnowo (osada), Osuch, Pastuszka, Raczki, Radziszewko, Skrzynice, Szczawno, Śremsko, Wirówek, Zaborze.